# Scream 7
Scream 7 es una próxima película de terror estadounidense dirigida por Kevin Williamson y escrita por Guy Busick a partir de una historia de James Vanderbilt y del propio Busick. Es la séptima entrega de la franquicia y secuela de Scream VI (2023). La película será estrenada por Paramount Pictures.
Scream 7 está previsto que se estrene en Estados Unidos el 27 de febrero de 2026.

## Reparto
- Neve Campbell como Sidney Prescott
- Courteney Cox como Gale Weathers
- Joel McHale como Mark Evans, el esposo de Sidney
- Isabel May como Tatum Evans-Prescott, la hija mayor de Sidney y Mark
- Mason Gooding como Chad Meeks-Martin
- Jasmin Savoy Brown como Mindy Meeks-Martin
- Anna Camp como Jessica, la vecina de los Evans-Prescott y madre de Lucas
- Mckenna Grace como Hannah
- Celeste O'Connor como Chloe
- Mark Consuelos como Robbie Rivers, el rival de Gale Weathers
- Sam Rechner como Ben, el novio de Tatum
- Asa Germann como Lucas, el hijo de Jessica con vibras a Ted Bundy
- Ethan Embry como TBA
- David Arquette como Dewey Riley
- Matthew Lillard como Stu Macher
- Scott Foley como Roman Bridger
- Skeet Ulrich como Billy Loomis (según rumores)[1][2]
- Roger L. Jackson como voz de Ghostface

## Producción
Durante el estreno de Scream VI (2023), el codirector Matt Bettinelli-Olpin dijo: «Queremos ver películas de Scream, estemos involucrados o no, por el resto de nuestras vidas». Tanto Bettinelli-Olpin como el codirector Tyler Gillett expresaron previamente interés en diciembre de 2022 en traer a Sidney Prescott de Neve Campbell a más secuelas después de que Campbell se negara a regresar debido a una disputa salarial con los productores de Scream (2022) y Scream VI.
En agosto de 2023, Bettinelliu-Olpin y Gillett abandonaron el proyecto debido a conflictos de programación con la producción cinematográfica sin título de Universal Monsters, más tarde titulada Abigail (2024). Christopher Landon fue contratado en su lugar. Ese mismo mes, la preproducción fue suspendida debido a la huelga SAG-AFTRA de 2023. El 21 de noviembre de 2023, se informó que Melissa Barrera había sido despedida de Scream VII debido a comentarios sobre la guerra entre Israel y Gaza de 2023. Al día siguiente, Deadline informó que Jenna Ortega no retomaría el papel de Tara Carpenter debido a problemas de agenda con las grabaciones de la segunda temporada de Wednesday. Luego se informó que la película estaría pasando por una reestructuración creativa con la intención de traer de regreso a otros actores de la franquicia como Campbell y Patrick Dempsey. En diciembre de 2023, Landon anunció que había abandonado oficialmente la película hace semanas.
En marzo de 2024, Campbell escribió en su Instagram que regresaría como Sidney. También confirmó que Kevin Williamson, escritor y productor de películas anteriores de Scream, dirigiría a partir de un guion de Guy Busick (basado en una historia de Busick y James Vanderbilt). El regreso de Campbell fue apoyado por muchos de sus colegas del cine, entre ellos David Arquette. Más tarde ese mes, Courteney Cox estaba en conversaciones para retomar su papel de Gale Weathers.

## Estreno
Scream 7 está previsto que se estrene en Estados Unidos el 27 de febrero de 2026.